# Rosalie Blum (film)
Pour les articles homonymes, voir Blum.
Pour le roman graphique, voir Rosalie Blum.
Pour plus de détails, voir Fiche technique et Distribution.
Rosalie Blum est une comédie romantique française réalisée par Julien Rappeneau, sortie en 2015.
Le scénario, écrit par le réalisateur dont c'est le premier long métrage, est une adaptation du roman graphique Rosalie Blum de Camille Jourdy.
Le film reçoit le prix d'interprétation féminine et le prix des lycéens au Festival du film de Sarlat en 2015. Il est ensuite nommé pour le César du meilleur premier film en 2017.

## Synopsis
Dans une petite ville de province, Vincent Machot (Kyan Khojandi) connaît une vie banale, partagée entre son salon de coiffure, son cousin et ami Laurent (Nicolas Bridet), séducteur invétéré, son chat, et sa mère Simone (Anémone) qui habite dans l’appartement au-dessus de celui de Vincent, et qui est particulièrement envahissante. D'un naturel très réservé, sa vie sentimentale se limite à des rendez-vous ratés avec sa compagne Marianne, partie à Paris depuis des mois, qui ne cherche qu'à l'éviter, et qui n’apparaitra pas dans le film. Il rencontre par hasard Rosalie Blum (Noémie Lvovsky), gérante d'une petite supérette, femme mystérieuse et solitaire, qu'il est absolument convaincu d'avoir déjà rencontrée. Mais où ? Intrigué, il se décide à la suivre partout, dans l'espoir d'en savoir plus, et la surprend notamment à visiter la prison. Mais Rosalie repère le petit manège de Vincent et charge sa nièce Aude (Alice Isaaz), ayant abandonné ses études et désœuvrée depuis, de le surveiller à son tour. Celle-ci, flanquée de deux amies fantasques Cécile (Sara Giraudeau) et Laura (Camille Rutherford) qui s'invitent dans l'aventure, se transforme en commissaire enquêteur. Toutes trois rassemblent les indices, soupçonnent Vincent de desseins malfaisants et échafaudent des théories criminelles, en s'imaginant protagonistes d'une série policière. D'enquête en contre-enquête minutieuses, les personnages ne seront finalement pas ceux qu'on croit, et les vérités de la vie intime de chacun se dévoileront quand les barrières psychologiques réussiront enfin à tomber.

## Fiche technique
- Titre original : Rosalie Blum
- Réalisation : Julien Rappeneau
- Scénario : Julien Rappeneau, d'après le roman graphique Rosalie Blum de Camille Jourdy
- Musique : Martin Rappeneau
- Décors : Marie Cheminal
- Costumes : Isabelle Pannetier
- Photographie : Pierre Cottereau
- Son : Henri Morelle, Frédéric Demolder, Renaud Guillaumin et Jean-Paul Hurier
- Montage : Stan Collet
- Production : Michaël Gentile et Charles Gillibert
- Sociétés de production : The Film, CG Cinéma, France 2 Cinéma et SND Groupe M6 : SOFICA Indéfilms 4
- Société de distribution : SND Groupe M6
- Pays de production :  France
- Langue originale : français
- Format : couleur - 2,35:1 - Dolby Digital
- Genre : comédie romantique
- Durée : 95 minutes
- Dates de sortie :
  - France : 11 novembre 2015 (Festival de Sarlat) ; 23 mars 2016 (sortie nationale)
  - Belgique : 6 avril 2016

## Distribution
- Noémie Lvovsky : Rosalie Blum
- Kyan Khojandi : Vincent Machot
  - Jaouen Gouevic : Vincent enfant
- Philippe Rebbot : le colocataire d'Aude
- Alice Isaaz : Aude, nièce de Rosalie
- Anémone : Simone Machot, mère de Vincent
- Sara Giraudeau : Cécile, une amie d'Aude
- Camille Rutherford : Laura, une amie d'Aude
- Nicolas Bridet : Laurent, le cousin et meilleur ami de Vincent
- Grégoire Oestermann : le père d'Aude
- Jean-Michel Lahmi : le conseiller Pôle Emploi
- Pierre Diot : le client ivre au bar
- Aude Pépin : la sœur d'Aude
- Pierre Hancisse : Thomas Henry, fils de Rosalie
- Luna Picoli-Truffaut : la chanteuse du bar

## Production

### Tournage
La plupart des scènes de Rosalie Blum ont été tournées à Nevers (Nièvre) en mars et avril 2015,. Les scènes finales ont été filmées à Leffrinckoucke (Nord) le mois suivant.

### Musique
Sauf indication contraire, les informations mentionnées dans cette section peuvent être confirmées par le générique de fin de l'œuvre audiovisuelle présentée ici, ainsi que par la base de données cinématographiques IMDb,  présente dans la section « Liens externes ».
- Get me away from Here I'm dying - Luna Picoli-Truffaut
- Get me away from Here I'm dying - Belle and Sebastian
- Ueno - Fakear
- Whales - Sylvain Réty
- Miles Away - Tim Garland (en)
- Si Yahamba - La Chorale des Nomades de Nevers
- Christmas Carols - Brice Davoli
- Hey it's ok - Lily Wood & The Prick
- Pola - Jabberwocky ft. Clara Cappagli
- Marcia Baïla - Les Rita Mitsouko
- You can Dance - Chilly Gonzales

## Accueil

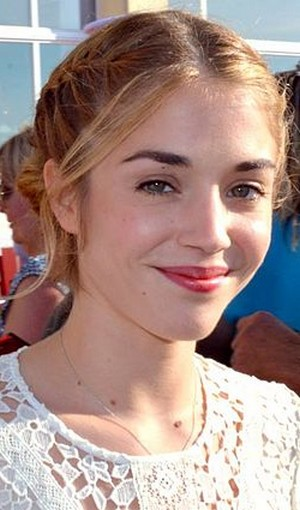
L'actrice Alice Isaaz, l'année de sortie du film.

### Sortie
Ce film est officiellement sélectionné et projeté le 11 novembre 2015 au Festival du film de Sarlat, avant sa sortie nationale à partir du 23 mars 2016.

### Accueil critique
Isabelle Danel de Bande à part voit cette adaptation du roman graphique « un régal de comédie pleine de bizarreries et d'humanité » et Laurent Djian de L'Express assure que c'est « un réalisme poétique. Cette ambiance sucrée, saupoudrée de mélancolie, se rapproche du Jean-Pierre Jeunet d'Amélie Poulain. (…) ce feel good movie invite au bonheur. Tout simplement. Il s'en dégage un charme fou et il serait fou de s'en priver ».

## Distinctions
Sauf indication contraire, les informations mentionnées dans cette section peuvent être confirmées par les bases de données cinématographiques IMDb et Allociné,  présentes dans la section « Liens externes ».

### Récompenses
- Festival du film de Sarlat 2015[6] : prix d'interprétation féminine pour Noémie Lvovsky et prix des lycéens[6].
- Festival international du film de Gijón 2016 : prix du public

### Nomination
- César 2017 : meilleur premier film pour Julien Rappeneau